# Listă de întreprinzători renumiți

## A
- Ernst Abbe (1840-1905) fizician și întreprinzător german
- Hermann Abs (1901-1994) bancher german
- Josef Ackermann (*1948) managerul (elvețian) al băncii Deutsche Bank (mare bancă particulară din Germania)
- Giovanni Agnelli (1921-2003) întreprinzător italian, Fiat
- Umberto Agnelli (1934-2004) întreprinzător italian, Fiat

## B
- Tomáš Batá (1876-1932) întreprinzător ceh, producător internațional de încălțăminte
- Friedrich Bayer (1825-1880) întreprinzător german la firma Bayer din orașul Leverkusen
- Berthold Beitz (*1913) manager german
- Carl Benz (1844-1929) Daimler-Benz
- Silvio Berlusconi (*1936) politician italian
- Christoph Blocher (*1940) întreprinzător elvețian
- William Edward Boeing (1881-1956) Boeing
- Ludwig Bölkow (1912-2003) inginer și întreprinzător german
- Carl Borgward (1890-1963) constructor german de automobile, Borgward
- Robert Bosch (1861-1942)
- Hellmuth Buddenberg († 2003) întreprinzător german
- Franz Burda (1903-1986) întreprinzător german
- Adolphus Busch

## C
- Andrew Carnegie (1835-1919) întreprinzător american
- Thomas Chippendale (1718-1779) designer și producător de mobilă
- André Citroën (1878-1935) Citroën
- Thomas Cook (1808-1892) întreprinzător britanic și pionier în domeniul turismului

## D
- Gottlieb Daimler (1834-1900) întreprinzător german
- Adolf Dassler (1900-1978) întreprinzător german (Adidas, numele provine de la Adi Dassler))
- Rudolf Dassler întreprinzător german (Puma)
- Michael Dell (*1965) Dell Computer
- Henri Detering (*1866) întreprinzător olandez
- Walt Disney (1901-1966) The Walt Disney Company
- John Boyd Dunlop a înființat compania Dunlop
- William Durant (1881-1947) a înființat General Motors

## E
- Thomas Alva Edison (1847-1931) întreprinzător american și inventator
- George Eastman (1854-1932) întreprinzător american, a înființat compania Kodak

## F
- Enzo Ferrari (1898-1988), pilot de curse italian și cel care a înființat compania Ferrari
- Carlton S. (Carly) Fiorina, manageră, Lucent Technologies și  Hewlett Packard
- Samuel Fischer (1859-1934), editor german
- Friedrich Flick (1883-1972), industriaș german
- Henry Ford (1863-1947)
- Otto A. Friedrich (1902-1975), întreprinzător german
- Jakob Fugger (1459-1525), bancher german

## G
- Bill Gates - (*1955) Microsoft
- John Paul Getty - (1892-1976) întreprinzător american
- Karl Godulla - (1781 - 1848) întreprinzător german, "regele" prusac al zincului
- Max Grundig - (1908-1989)  Grundig AG întreprinzător german

## H
- Glückel von Hameln (1646-1724)
- Ruth Handler (1916-2002) creatoarea păpușii Barbie
- Friedrich Harkort (1793-1880) întreprinzător german
- João Havelange (*1916) întreprinzător brazilian
- Tokuji Hayakawa (1894-1980) cel care a înființat corporația "Sharp"
- Hans-Werner Hector (*1940) întreprinzător german
- Ernst Heinkel (1888-1958) întreprinzător german
- Alfred Heineken (1923-2002) întreprinzător olandez
- Fritz Henkel (1848-1930)  întreprinzător german, Henkel
- William Hewlett (1913-2001)  Hewlett-Packard
- Soichiro Honda (1906-1991) întreprinzător japonez la corporațiaHonda
- August Horch (1868-1951) costructor de automobile german, a înființat firmeleHorch și Audi
- Howard Hughes (1905-1976) întreprinzător american

## I
- Michael Illbruck (*1960) întreprinzător și sportiv german

## J
- Steve Jobs (*1955) co-fondator al companiei Apple Computer
- Wolfgang Joop (*1944) designer și om de afaceri la compania Joop
- Hugo Junkers (1859-1935) inginer și întreprinzător german Junkers & Co.

## K
- Ingvar Kamprad (*1926) întreprinzător suedez, fondatorul companiei IKEA
- Adnan Kashoggi (*1935) întreprinzător din Arabia Saudită
- Helmut Kindler (*1912) tipograf german
- Karl Klamann (*1958) fabricant german de lentile de contact
- Klaus Kleinfeld (*1957) managerul firmei Siemens
- Kurt A. Körber (1909-1992) industriaș german
- Alfred Krupp (1812-1887) inventator și industriaș german

## L
- Niki Lauda (1949-) pilot de Formula 1 și întreprinzător
- Peter Ludwig (1925-1996) întreprinzător german
- Louis Jean Lumière (1864-1948) întreprinzător și chimist francez

## M
- Julius Maggi
- Reinhard Mannesmann (1856-1922) întreprinzător german (Mannesmann)
- Robert Ian Maxwell (1923-1991)
- Wilhelm Maybach (1846-1929)
- Cosimo de Medici (1389-1464)
- Hans Lutz Merkle (1913-2000)
- Carl Miele (1869-1938) întreprinzător german (Miele)
- Liz Mohn (Bertelsmann)
- Reinhard Mohn (*1921) (Bertelsmann)
- Gordon Moore (*1929)  Intel
- Akio Morita (1921-1999)
- Rupert Murdoch (*1931) întreprinzător multimiliardar american (mass media)
- Konosuke Matsushita (1894-1989) Matsushita Electric Industrial Co. (Panasonic)

## N
- Jacques Necker (1732-1804) bancher elvețian
- Josef Neckermann (1912-1992) întreprinzător german
- Alfred Bernhard Nobel (1833-1896) inventator și industriaș suedez

## O
- Adam Opel (1837-1895) întreprinzător german (Opel care acum ține de firma americană General Motors (GM))
- Gustav Otto (1883-1926), fiul inventatorului motorului Otto, fabrica sa de avioane a devenit mai târziu compania BMW
- Nikolaus Otto (1832-1891) inventatorul motorului Otto
- Pierre Omidyar (*1967) fondatorul platformei de vânzări pe internet eBay

## P
- David Packard (1912-1996)  Hewlett-Packard
- Bernhard Paul (*1947)
- Ignaz Petschek (1857-1934)
- Heinrich von Pierer (* 1941) manager (Siemens AG)
- Marco Polo (1254-1324)
- Ferdinand Porsche (1875-1951) Porsche

## Q
- Günther Quandt (1881-1954)
- Harald Quandt (1921-1967)
- Herbert Quandt (1910-1982)

## R
- Jorgen Skafte Rasmussen (1878-1964)
- Walther Rathenau (1867-1922) întreprinzător german
- Philo Remington (1816-1889)
- Adolf Riedl (1921-2003)
- John D. Rockefeller (1839-1937)
- Dirk Rossmann (*1946)
- Mayer Amschel Rothschild (1743-1812)
- Ernst Rowohlt (1887-1960) editor german

## S
- Ernst Sachs (1867-1932)
- Jil Sander (*1943) întreprinzătoare germană (modă)
- Gustav Schickedanz (1895-1977) întreprinzător german Quelle
- Oskar Schindler (1908-1974)
- Otto Schott (1851-1935) întreprinzător german
- Dieter Schwarz [
- Carl von Siemens (1829-1906) întreprinzător german
- Carl Friedrich von Siemens (1872-1941) întreprinzător german
- Friedrich Siemens (1826-1904) întreprinzător german
- Georg von Siemens (1839-1901) întreprinzător german
- Werner von Siemens (1816-1892) întreprinzător german
- Wilhelm Siemens întreprinzător german
- Paul Silverberg (1876-1959)
- Axel Springer (1912-1985) editor german
- Friedrich Springorum (1858-1938)
- Leopold Stiefel
- Hugo Stinnes (1870-1924) întreprinzător german
- Levi Strauss (1829-1902) Levi Strauss & Company

## T
- Liviu Turdean directorul fabricii Farmec de produse cosmetice din Cluj-Napoca
- Petru Turc directorul fabricii Armătura din Cluj-Napoca
- Michael Thonet (1796-1871) industriaș german (mobilă)
- August Thyssen (1842-1926) industriaș german (industria grea, metale)
- Fritz Thyssen (1873-1951) industriaș german
- Donald John Trump (*1946) întreprinzător
- Jürgen Thumann (*1941) întreprinzător german

## Ț
- Ion Țiriac om de afaceri român, fost tenisman

## V
- Cornelius Vanderbilt (1794-1877) întreprinzător
- Amerigo Vespucci (1454-1512) comerciant și marinar florentin

## W
- Sam Walton  (1918-1992) a înființat compania Wal-Mart
- Karl Wlaschek (Austria) a înființat compania Billa
- Steve Wozniak (*1950) Apple Computer
- Reinhold Würth (*1935) întreprinzător german
- Walter Elias Disney (1901-1966) regizor, producător, animator, scenarist și antreprenor american, câștigător de 22 de ori al premiilor Oscar

## Z
- Carl Zeiss (1816-1888) întreprinzător german (optică)
- Ferdinand Graf von Zeppelin (1838-1917) întreprinzător german
- Konrad Zuse (1910-1995) întreprinzător german la compania Zuse, preluată de compania Siemens